# Augathella
Augathella är en ort i Australien. Den ligger i kommunen Murweh och delstaten Queensland, omkring 670 kilometer väster om delstatshuvudstaden Brisbane. Antalet invånare är 395.
Trakten runt Augathella är nära nog obefolkad, med mindre än två invånare per kvadratkilometer.. 
Omgivningarna runt Augathella är i huvudsak ett öppet busklandskap. Genomsnittlig årsnederbörd är 594 millimeter. Den regnigaste månaden är februari, med i genomsnitt 119 mm nederbörd, och den torraste är april, med 6 mm nederbörd.